# Симойоки, Мартти
Архиепи́скоп Мартти Илмари Симойоки (фин. Martti Ilmari Simojoki до 1928 года фамилия — Симелиус швед. Simelius; 17 сентября 1908, Нюстад, Великое княжество Финляндское — 25 апреля 1999, Хельсинки, Финляндия) — финский лютеранский богослов и церковный деятель; с 1964 по 1978 годы — архиепископ Евангелическо-лютеранской церкви Финляндии.

## Биография
Родился 17 сентября 1908 года в Нюстаде (современное финское название — Уусикаупунки), в Великом княжестве Финляндском Российской империи. В 1964 году стал известным благодаря своей критической оценке книги «Juhannustanssit» писателя Ханну Салама, в которой обвиняет автора в богохульстве. С 1964 по 1978 годы был архиепископом Турку и главой Евангелическо-лютеранской церкви Финляндии. Скончался 25 апреля 1999 года в Хельсинки.